# David Allen Zubik
David Allen Zubik (Sewickley, Pensilvânia, 4 de setembro de 1949) é um clérigo católico romano americano e bispo emérito de Pittsburgh.

## Biografia
Neto de imigrantes poloneses e eslovacos, ele é filho único. Zubik cresceu em Ambridge, onde frequentou a escola antes de entrar em 1967 no Seminário de São Paulo, em Pittsburgh, graduando-se em 1971. Em seguida, cursou teologia no Seminário de Santa Maria, em Baltimore, concluindo-o com o título de Mestre em Teologia em 1975. Em 3 de maio de 1975, foi ordenado sacerdote da Diocese de Pittsburgh pelo bispo Vincent Martin Leonard, na Catedral de São Paulo, Pittsburgh. De 1980 a 1982, estudou na Universidade Duquesne, em Pittsburgh, onde obteve o título de Mestre em Ciências da Educação.

### Sacerdócio
Em seguida, ocupou os seguintes cargos: Assistente do Pároco na Paróquia do Sagrado Coração, em Pittsburgh (1975-1980); Vice-presidente da Quigley High School e Capelão da Casa Mãe das Irmãs de São José em Baden (1980-1987); Diretor Espiritual Assistente no Seminário São Paulo (1984-1991); Secretário Administrativo do Bispo de Pittsburgh (1987-1991); Diretor Diocesano para o Pessoal Eclesiástico (1991-1996); Secretário-Geral Assistente, Chanceler da Cúria e Presidente do Conselho Econômico Diocesano, Vigário Geral e Moderador da Cúria (desde 1996).

### Episcopado
Em 18 de fevereiro de 1997, o Papa João Paulo II nomeou Zubik como Bispo Titular de Jamestown e Bispo Auxiliar de Pittsburgh. Ele recebeu a consagração episcopal em 6 de abril de 1997 do bispo Donald Wuerl, na Catedral de São Paulo em Pittsburgh. Os co-consagradores foram os bispos Nicholas Carmen Dattilo, de Harrisburg e Thomas Joseph Tobin, de Youngstown.
Em 10 de outubro de 2003, Zubik foi nomeado bispo de Green Bay. Sua instalação ocorreu em 12 de dezembro do mesmo ano. Nos anos seguintes, dentro da Conferência dos Bispos Católicos dos Estados Unidos, foi membro do Comitê Administrativo, do Subcomitê de Auditoria e do Conselho Consultivo Nacional, além de ser Presidente do Comitê de Leigos.
O Papa Bento XVI nomeou-o Bispo de Pittsburgh em 18 de julho de 2007. Foi instalado em 28 de setembro daquele ano.
Em 4 de junho de 2025, o Papa Leão XIV aceitou sua renúncia ao governo pastoral da Diocese de Pittsburgh e nomeou Mark Eckman, bispo auxiliar de Pittsburgh, como seu sucessor.

## Envolvimento com casos de abuso sexual
Em abril de 2009, Zubik realizou um Serviço de Desculpas na Catedral de São Paulo, onde implorou o "perdão de qualquer pessoa ferida pela Igreja... de qualquer forma". Em 2010, Zubik entregou o caso do reverendo David Dzermejko ao Vaticano depois que um conselho de revisão da diocese encontrou alegações confiáveis de abuso sexual infantil contra ele. A diocese havia removido Dzermejko como pastor da Paróquia Maria, Mãe da Igreja em Charleroi, em junho de 2009, depois que um casal informou à diocese que ele havia abusado sexualmente de seu filho. Outro homem se apresentou para dizer que Dzermejko havia abusado dele quando criança. Dzermejko foi removido 48 horas após a diocese receber a primeira alegação.
Em agosto de 2018, o Procurador-Geral da Pensilvânia, Josh Shapiro, publicou um relatório do grande júri sobre abusos sexuais cometidos pelo clero católico em seis dioceses do estado, incluindo a Diocese de Pittsburgh. Zubik pediu desculpas pelos abusos em Pittsburgh, detalhados no relatório: "Em nome da Igreja de Pittsburgh, em meu próprio nome e em nome de meus antecessores, pedimos desculpas. Sinto muito." Zubik também afirmou que os detalhes do relatório o repugnaram. Ele se ofereceu para se desculpar pessoalmente com as vítimas, mas reconheceu que desculpas não seriam suficientes.

O relatório do grande júri concluiu que, quando Zubik era diretor de pessoal do clero no início da década de 1990, ele sabia das alegações de abuso sexual contra menores feitas contra o Reverendo Ernest Paone, mas não contatou as autoridades policiais. Em vez disso, Zubik ocultou as alegações nos arquivos confidenciais da diocese. Em resposta, Zubik afirmou que nem ele, nem Wuerl tentaram encobrir as alegações de abuso sexual: 
A Diocese de Pittsburgh não é a igreja descrita no relatório. Isso significa que o relatório ignora 30 anos de reformas e ações para proteger crianças e identificar e remover padres abusadores do ministério." ... "A verdade é que 90% dos incidentes de abuso ocorreram antes de 1990, e os esforços que fizemos para proteger as crianças — como entregar as denúncias às autoridades policiais, criar o primeiro Conselho de Revisão Independente e treinar mais de 70.000 pessoas sobre como identificar e denunciar abusos — reduziram significativamente os incidentes de abuso.
Em agosto de 2020, o bispo e a diocese foram processados por vários sobreviventes de abuso sexual. Os demandantes alegaram que o ex-bispo Wuerl havia quebrado uma promessa feita em 1994 de não realocar o reverendo Leo Burchianti para outra paróquia. Burchianti havia sido acusado de abusar sexualmente de pelo menos oito meninos. No entanto, Wuerl e Zubik deram a Burchianti uma designação de trabalho voluntário na St. John Vianney Manor, um lar para padres aposentados. Burchianti permaneceu lá de 1995 a 2012 e morreu em 2013. Zubik também foi nomeado como réu em outros processos de abuso sexual envolvendo a diocese.

## Pontos de vista

### Aborto e casamento entre pessoas do mesmo sexo
Durante a eleição presidencial dos EUA de 2004, Zubik exortou os católicos a considerarem os ensinamentos católicos sobre direitos ao aborto e casamento entre pessoas do mesmo sexo antes de votar. Embora tenha dito que os políticos católicos que apoiam os direitos ao aborto para as mulheres deveriam abster-se de receber a comunhão, Zubik também declarou que não lhes negaria a comunhão.
Em 2009, Zubik descreveu a decisão da Universidade de Notre Dame de fazer com que o presidente Barack Obama fizesse o seu discurso de formatura e recebesse um título honorário como "dolorosa" e "embaraçosa". Zubik disse que Obama era "o presidente mais franco a favor do aborto desde que a questão foi imposta ao país pelo Supremo Tribunal".

### Pena de morte
Zubik opõe-se à pena de morte.

### Imigração
Em julho de 2014, Zubik deu seu apoio ao instituto da Sagrada Família em Emsworth, que forneceu moradia, alimentação e outro apoio a crianças imigrantes da América Central.
Em fevereiro de 2017, Zubik divulgou uma declaração apelando aos católicos para que deixassem de lado o medo de imigrantes e refugiados. A declaração foi uma resposta à decisão do governo Trump de proibir a imigração de sete países de maioria muçulmana.

### Questões LGBTQ
Zubik cancelou uma missa planejada para a Universidade Duquesne em julho de 2023, que foi anunciada em panfletos como uma "Missa do Orgulho". Ele disse que não tinha ouvido falar da missa nem a havia aprovado. Os organizadores disseram que a missa estava rotulada incorretamente e que foi planejada para demonstrar solidariedade aos indivíduos LGBTQIA+.

### Antissemitismo
Em 2018, após o tiroteio na Sinagoga Tree of Life, em Pittsburgh, que causou a morte de 12 pessoas, Monsenhor Zubik condenou veementemente o antissemitismo e apelou à oração pelas vítimas.